# Megachile fulvofasciata
Megachile fulvofasciata är en biart som beskrevs av Radoszkowski 1882. Megachile fulvofasciata ingår i släktet tapetserarbin, och familjen buksamlarbin. Inga underarter finns listade i Catalogue of Life.